# 八千代座
八千代座（やちよざ）は、熊本県山鹿市山鹿1499番地にある芝居小屋。
1910年（明治43年）に建設された。1988年（昭和63年）に国の重要文化財に指定され、2001年（平成13年）に復元修理が竣工した。歌舞伎、浪花節、活動写真、新劇、邦楽やクラシックのコンサート、小学校の学芸会と様々な催しものに利用された。

## 歴史

### 八千代座の竣工
1910年（明治43年）、鹿本郡山鹿町（現・山鹿市）の旦那衆が八千代座組合を作り、町の繁栄を図るために1株30円の株を募って八千代座を建てた。同年10月に上棟式を行い、同年12月に竣工すると、1911年（明治44年）には松島家（松嶋家）一行による歌舞伎興行でこけら落としを行った。
設計者は廻船問屋の主人で灯籠師でもあった木村亀太郎である。木村亀太郎は山鹿町で鹿本鉄道山鹿駅本社、山鹿小学校校舎、山鹿高等女学校校舎、薬師堂などを、隈府町（現・菊池市）で桜座、熊本市で東雲座などを設計した人物でもある。八千代座の天井広告画の下絵を描いたのも木村亀太郎である。木村亀太郎は建築、絵画、灯籠制作、興行などに多彩な才能を発揮し、「山鹿のレオナルド・ダ・ヴィンチ」と呼ばれることもある。

### 戦前の動向
当時の山鹿町は菊池川の水運や豊前街道を利用した水陸交通の要所であり、物資の集散地、また山鹿温泉の湯治場として賑わっていた。1914年（大正3年）には森永製菓ミルクキャラメルの活動写真が上映され、また天中軒雲月による『桜島遭難談』の公演も行われた。1915年（大正4年）には森峰吉が率いる少女歌舞伎（ちんこ芝居）が流行した。1916年（大正5年）頃には「目玉の松ちゃん」という愛称の尾上松之助が人気となった。1917年（大正6年）には芸術座の松井須磨子と島村抱月による『カチューシャ』の公演が行われた。
1919年（大正8年）には小井出登以師（三味線）追善演奏会が行われた。1925年（大正14年）には松竹活動写真節劇連鎖や中村歌三郎の興行が行われた。1932年（昭和7年）から1933年（昭和8年）には新国劇奇術の松旭斎天勝一行ほかの興行が行われた。1934年（昭和9年）から1935年（昭和10年）には新派劇八雲一行の興行が行われた。1935年（昭和10年）から1936年（昭和11年）には忠臣蔵連鎖劇の興行が行われた。1937年（昭和12年）には松本幸四郎や長谷川一夫の興行が行われた。

### 戦後の動向
太平洋戦争後の1948年（昭和23年）には福岡フィルハーモニーによるレクイエム演奏会が行われた。1951年（昭和26年）には辻久子バイオリンリサイタルが行われた。1952年（昭和27年）には谷桃子や伊藤京子などのバレリーナが招かれた。1954年（昭和29年）には淡谷のり子や北村タンゴの興行が行われた。
昭和30年代初期には映写室が設置された。映画黄金期の1960年代には映画館名簿にも掲載されている。1963年（昭和38年）から1969年（昭和44年）には、映画上映会、学芸会、山鹿市職員大会などに用いられた。

### 閉館とその後
映画からテレビに娯楽が変遷したことで、1973年（昭和48年）の老人会の総会を最後に経営不振で閉館した。1974年（昭和49年）には映画『これがドサだ』のロケが行われた。1975年（昭和50年）には熊本大学工学部が八千代座の調査報告を行い、芝居小屋としての建築的価値の高さが指摘された。
1980年（昭和55年）1月、八千代座組合は建物を山鹿市に寄贈した。1985年（昭和60年）3月には山鹿市指定文化財に指定され、市民による討論会なども行われたが、この頃には雨漏りがひどくなった。1986年（昭和61年）8月には八千代座復興期成会が発足し、1987年（昭和62年）には屋根の吹き替え、映写室の撤去などの改修工事が行われた。

### 保存と活用
1988年（昭和63年）には松竹歌舞伎の一行が八千代座を見学している。同年11月には八千代座復興チャリティイベントとして、15年ぶりに演劇興行（博多淡海一座）が行われた。同年12月には国の重要文化財に指定された。1989年（平成元年）には一般公開が開始され、1990年（平成2年）11月3日から5日には第1回坂東玉三郎舞踊公演が行われた。
1996年（平成8年）10月には平成の大修理に着工し、5年後の2001年（平成13年）5月に竣工すると、片岡仁左衛門一行による大歌舞伎の興行が行われた。この間の2000年（平成12年）8月にはNHK連続テレビ小説『オードリー』のロケが行われている。2006年（平成18年）には運営に指定管理者制度が導入された。
2010年（平成22年）には八千代座竣工100周年を迎え、2011年（平成23年）には八千代座開業100周年を迎えた。

## 建築
- 1910年に地元有志の組合によって建てられた芝居小屋で、設計施工は地元民によって行われた。木造2階建、正面17.2 m、側面25.8 m。
  - 間口29.49 m、奥行35.40 m、延べ面積1,487.4 m2とした資料もある。舞台規模ポロセニアム4.256 m、間口13.38 m、奥行10.50 m、廻り舞台直径8.45 m、収容能力約650名[5]。
- 入母屋造妻入、瓦葺の本屋の周囲に瓦葺の庇を設けている。内部には廻り舞台やスッポンなどを備えている。葡萄棚（舞台上部にあり、道具などを吊り下げる）、天井広告、花道、桟敷席、桝席、奈落など歌舞伎小屋の特徴を伝える芝居小屋である。基本的には伝統的木造建築であるが、小屋組は様式のトラス（クイーン・ポスト・トラス）を用い、2階席を支える鋳鉄製の柱、廻り舞台を支えるドイツ製のレールなど、一部に西洋建築の技法が用いられている。廻り舞台のレールには「KRUPP1910」の文字があり、ドイツのクルップの製品である[6][7][8]。

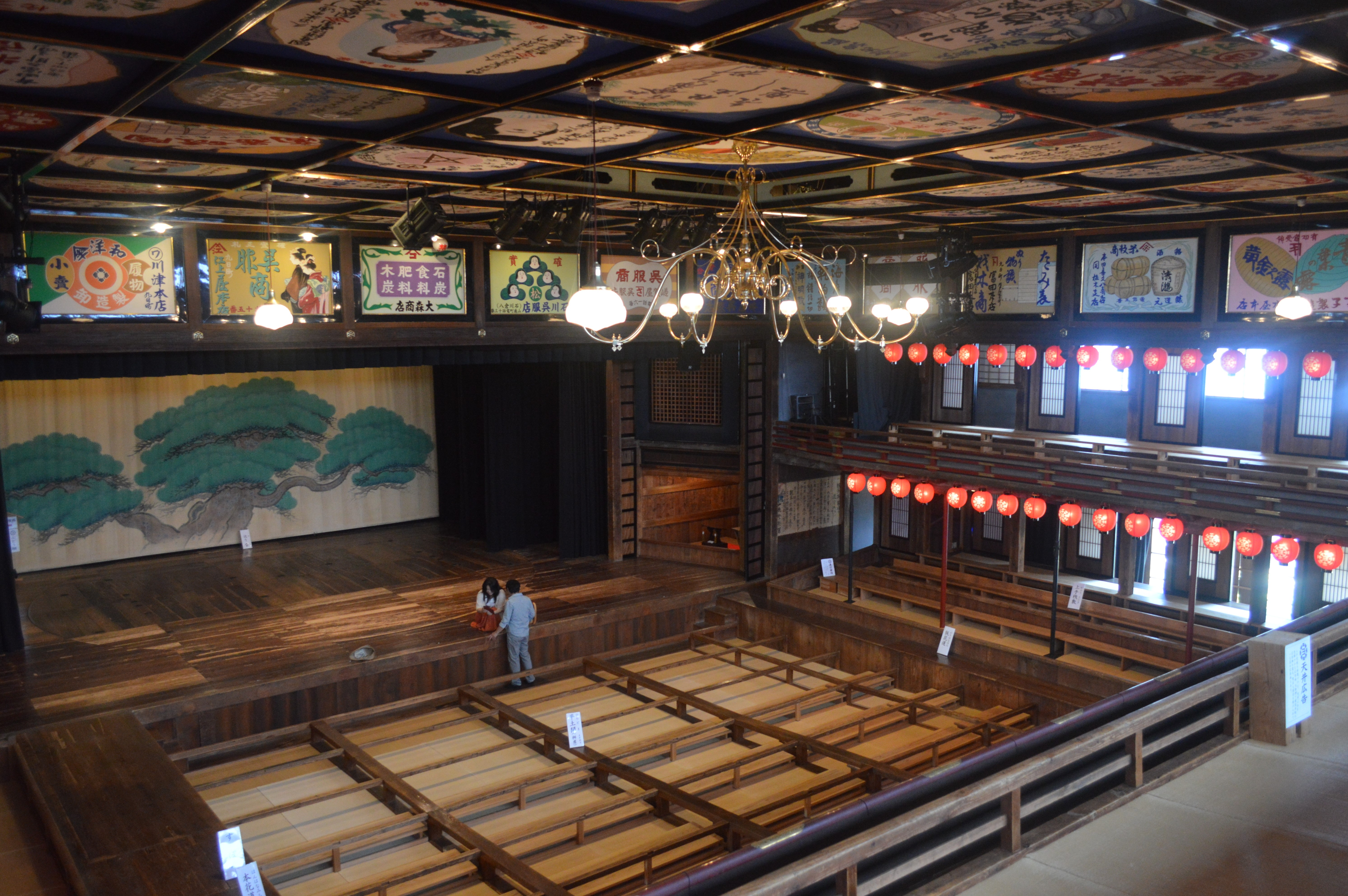
2階から見た舞台と桝席
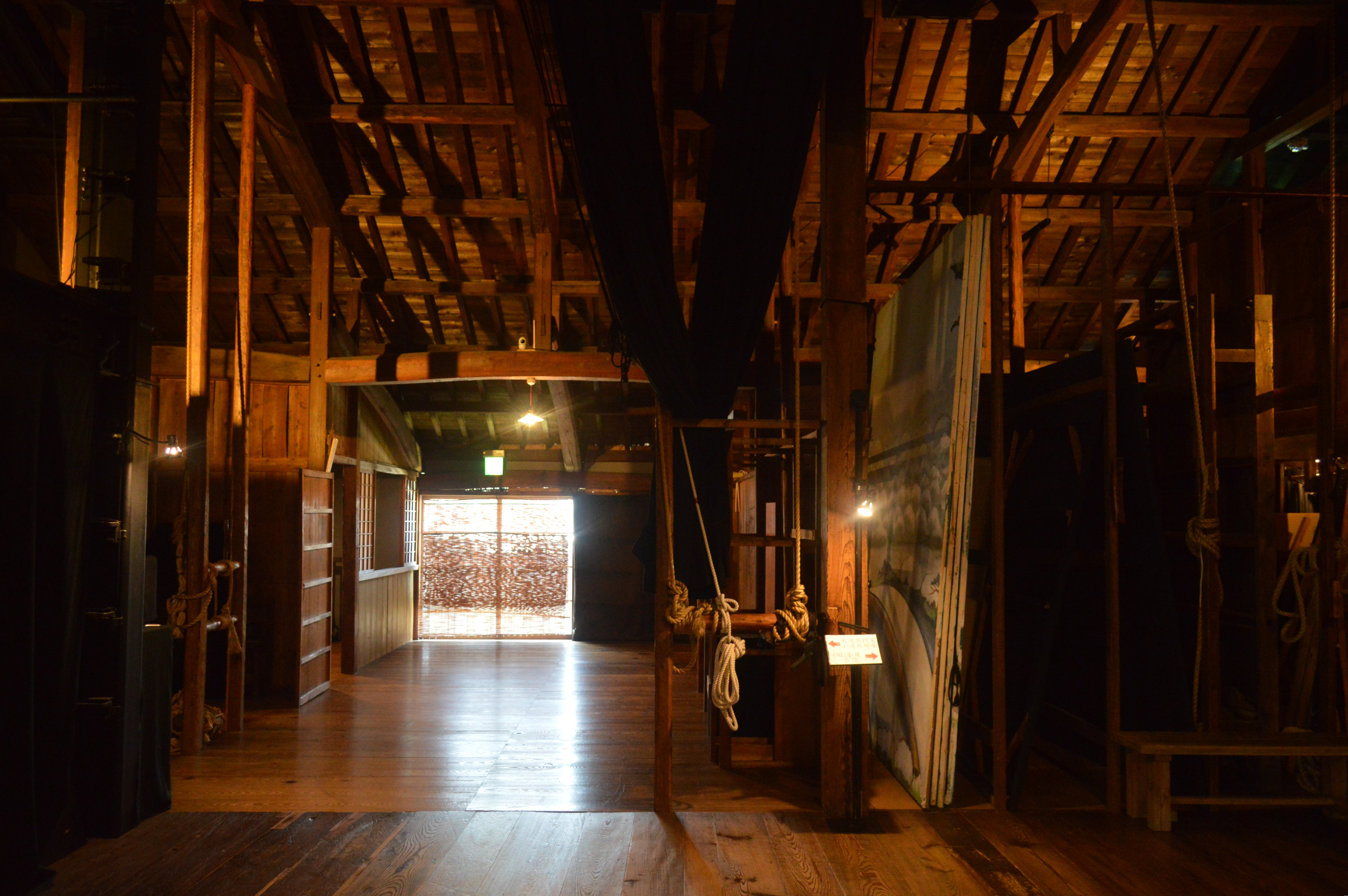
舞台袖
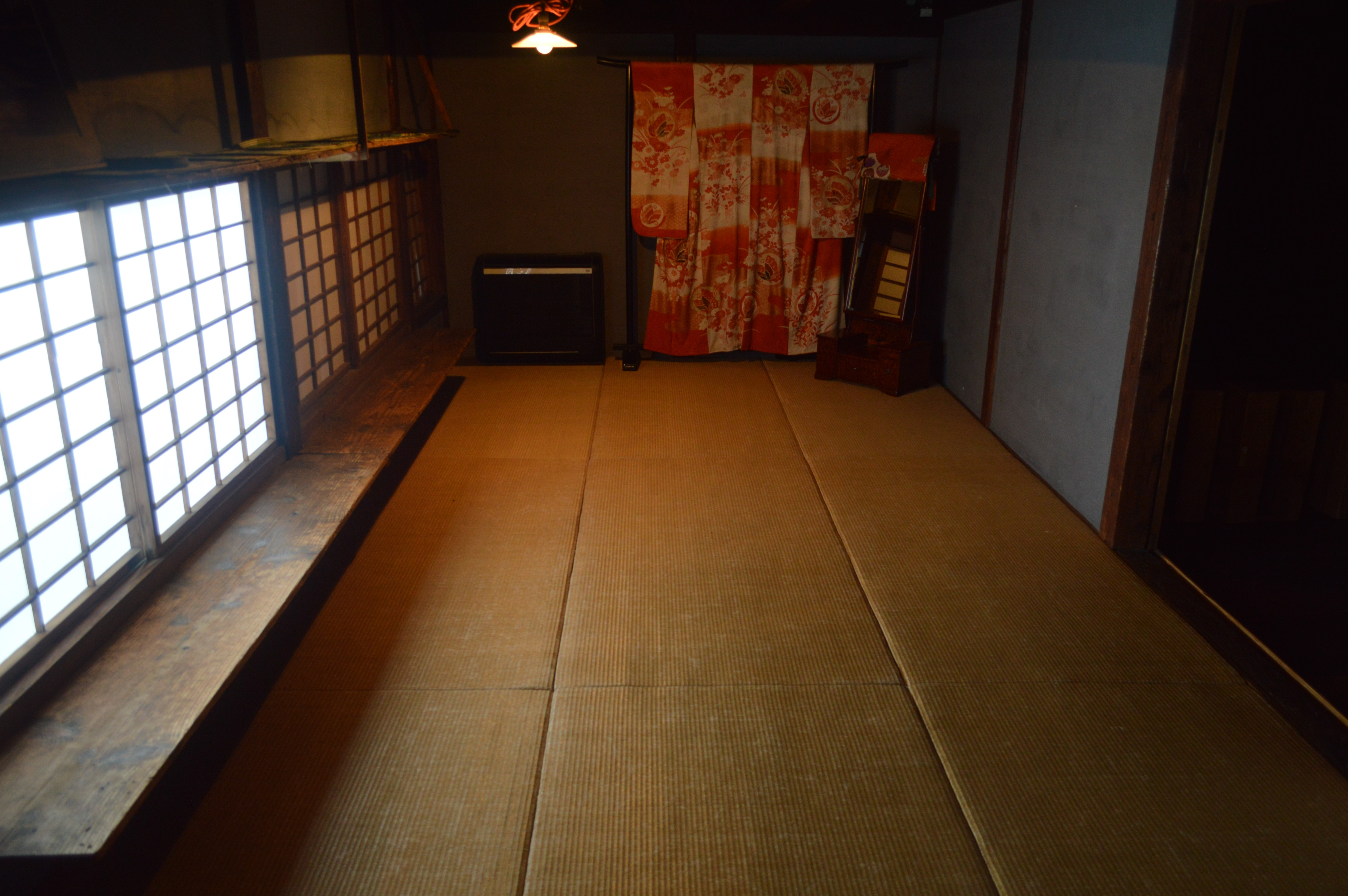
楽屋
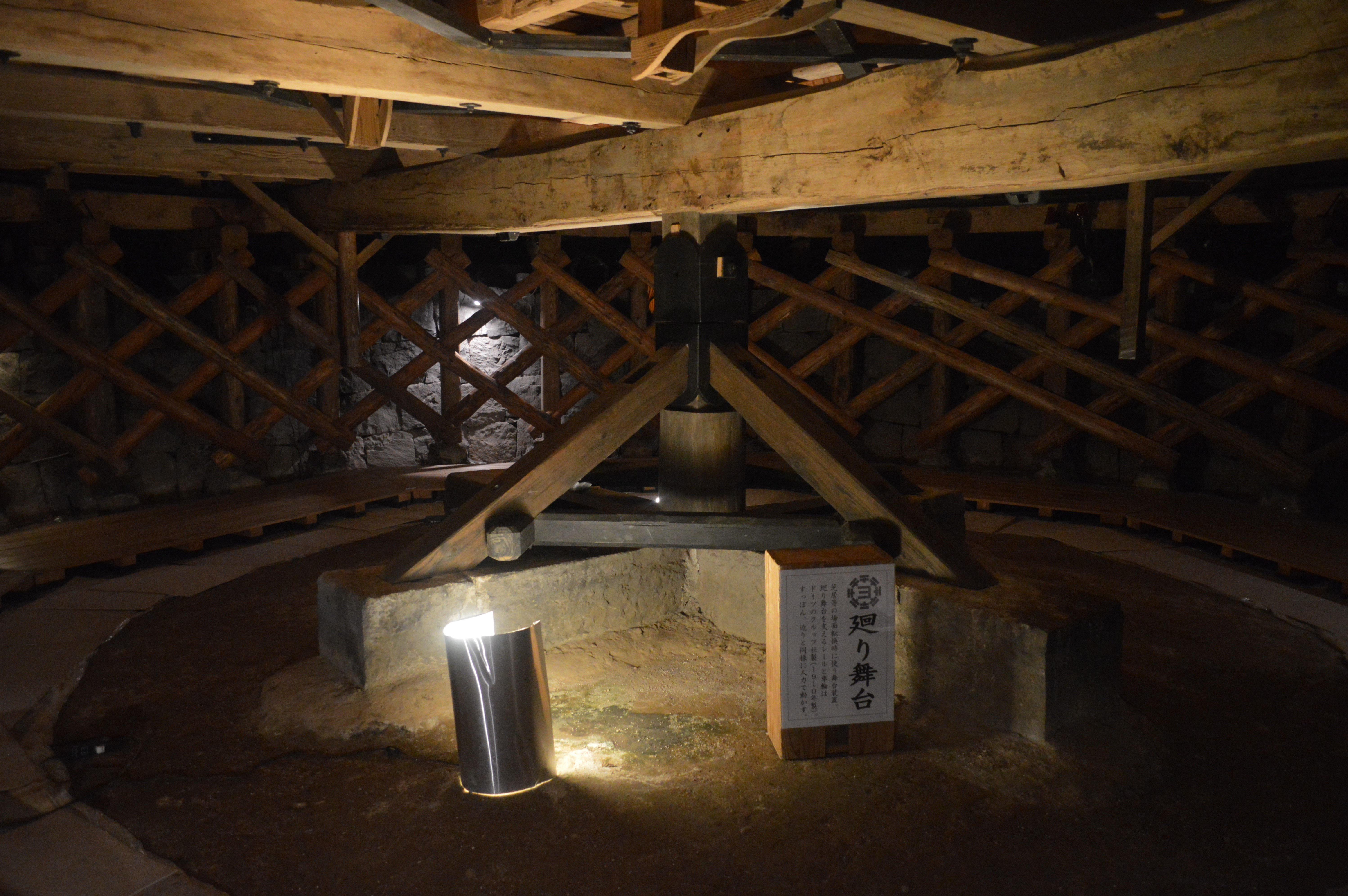
奈落
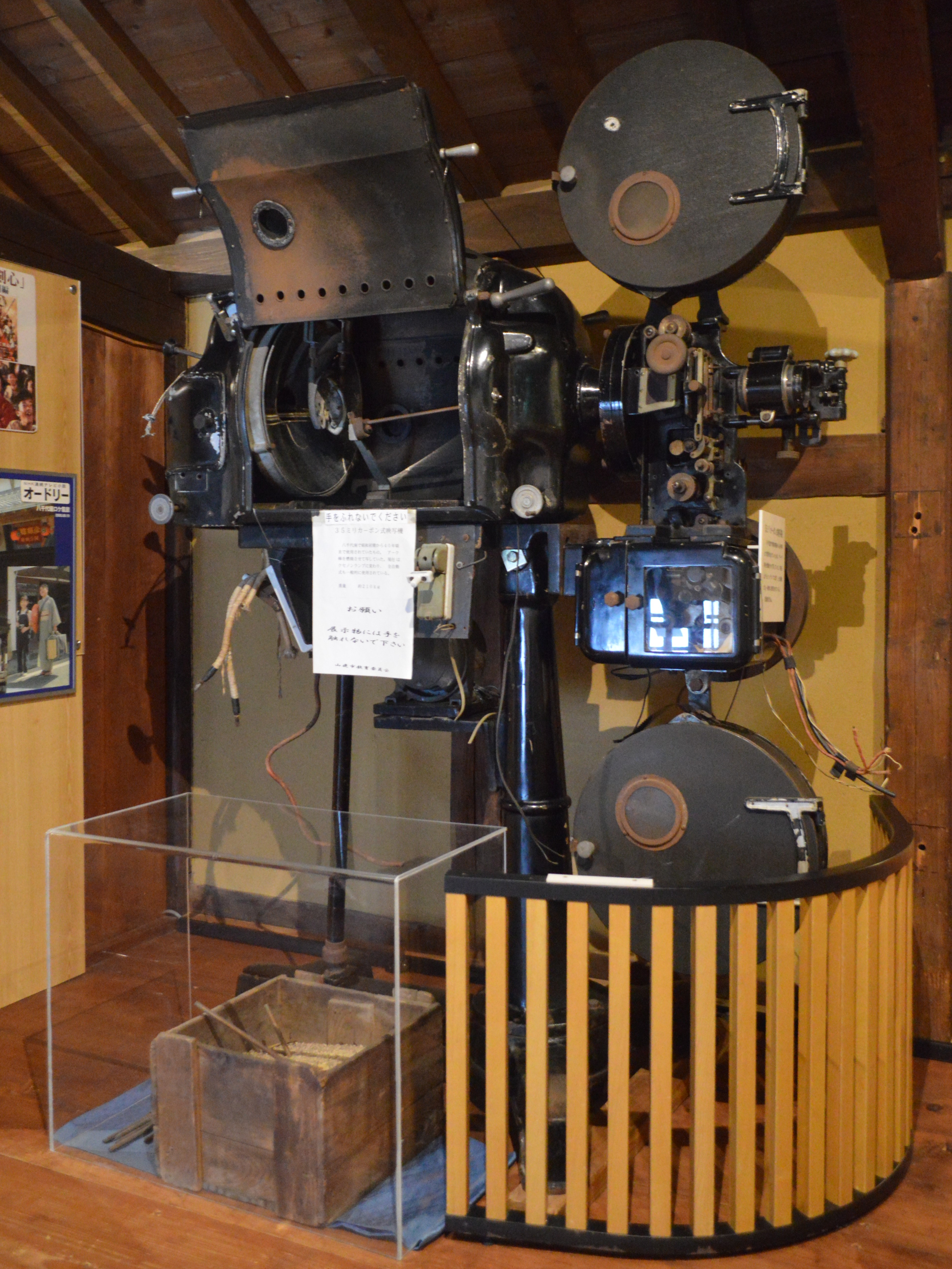
八千代座に設置されていた映写機
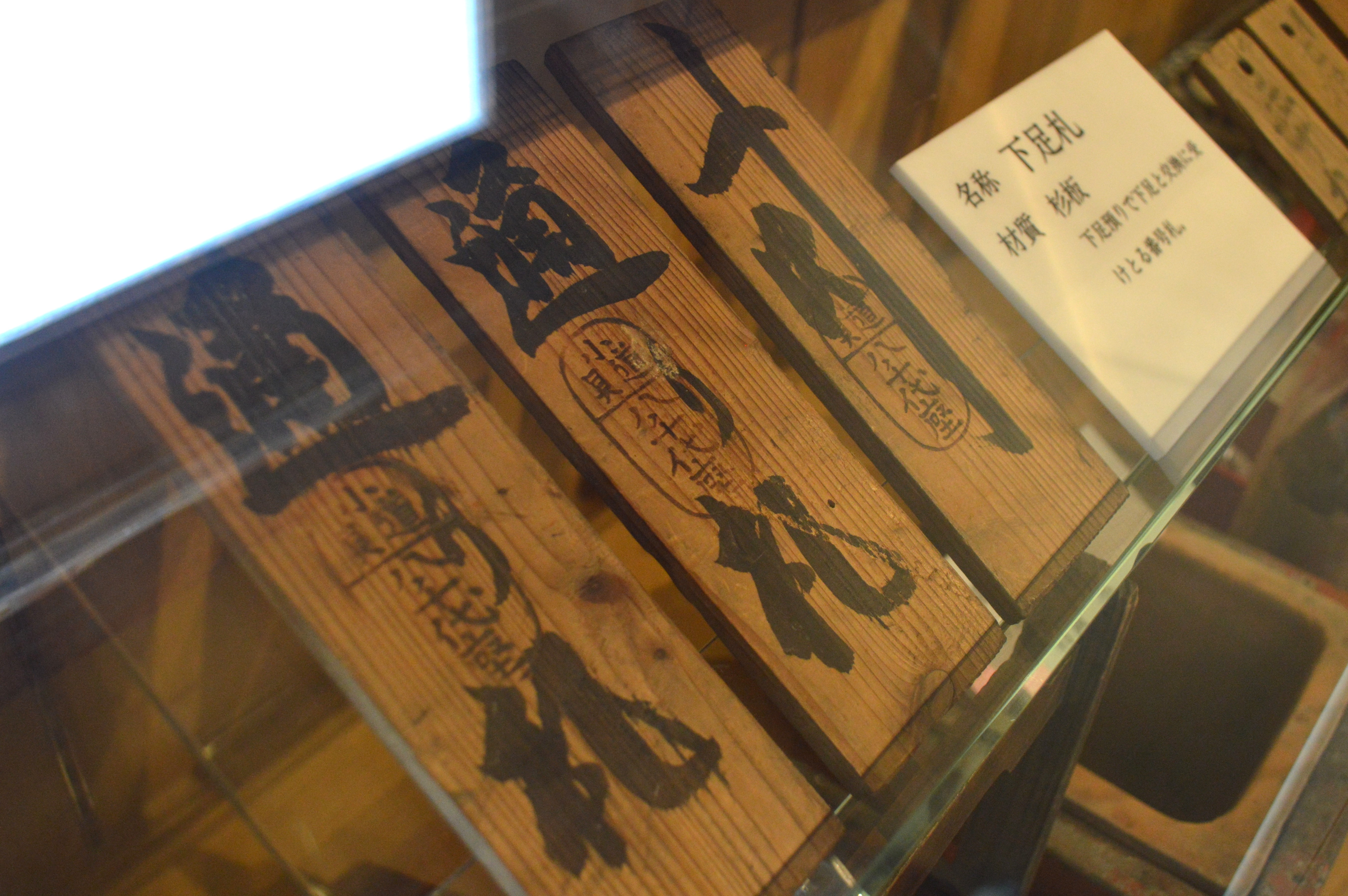
下足札
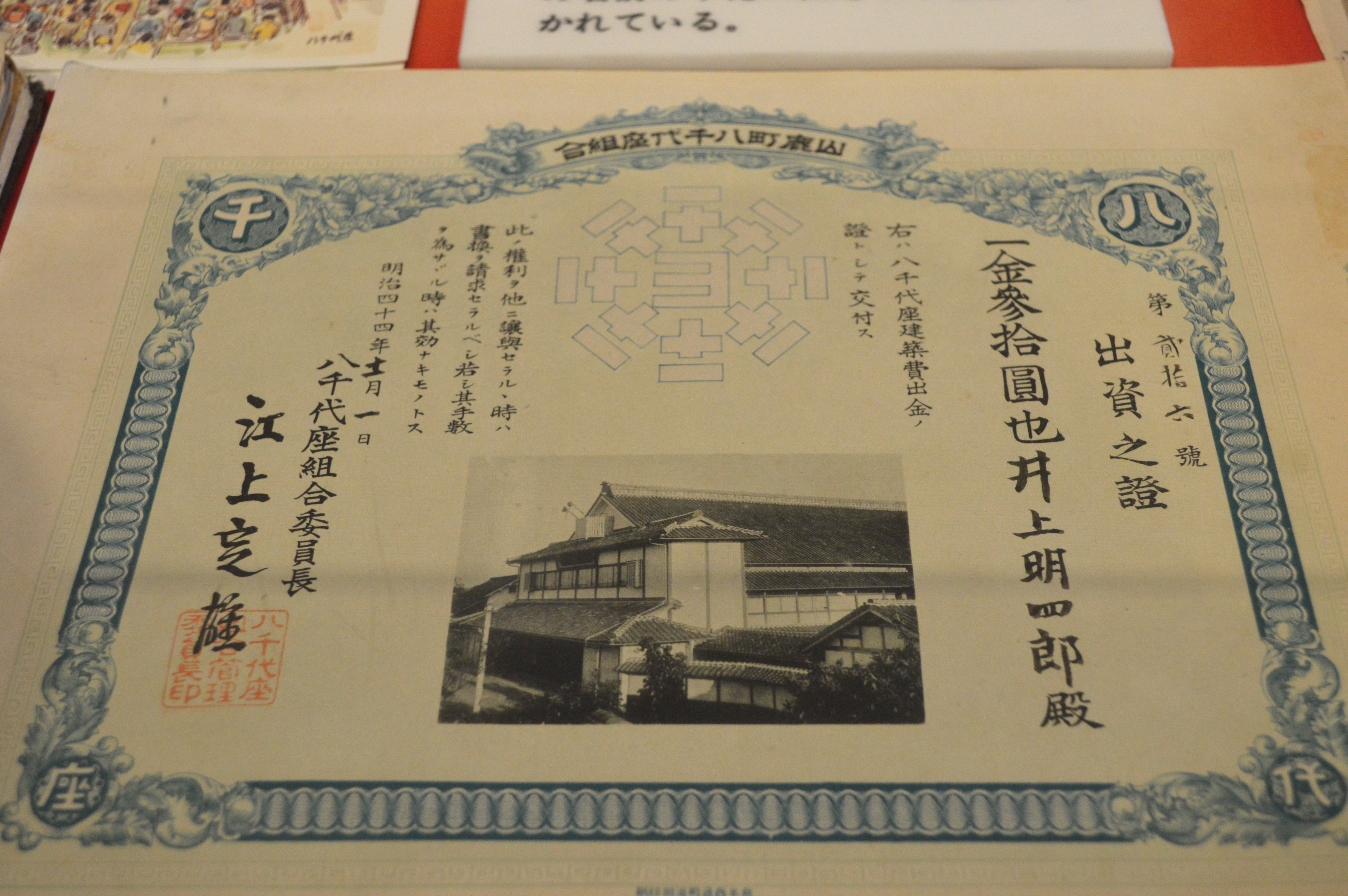
出資証

## 日本に残る芝居小屋
- 旧金毘羅大芝居（金丸座） - 香川県仲多度郡琴平町。天保6年（1835年）竣工。現存する日本最古の芝居小屋（移築を経ている）。重要文化財。
- 永楽館 - 兵庫県豊岡市。1901年（明治34年）竣工。現地に現存する日本最古の芝居小屋。兵庫県指定文化財。
- 康楽館 - 秋田県鹿角郡小坂町。1910年（明治43年）竣工。重要文化財。
- 内子座 - 愛媛県喜多郡内子町。1916年（大正5年）竣工。重要文化財。
- 嘉穂劇場 - 福岡県飯塚市。1931年（昭和6年）竣工。登録有形文化財。

## 交通アクセス
- 熊本桜町バスターミナル、玉名駅、新玉名駅のいずれかから九州産交バス山鹿温泉ゆきに乗車し「山鹿温泉（八千代座入口）」下車徒歩4分（330 m）。
- 九州自動車道植木ICから12 km、菊水ICから9.5 km。

## 周辺
- 山鹿温泉
- 山鹿灯籠民芸館
- さくら湯